# نادي ماجينتا
نادي ماجينتا هو نادي كرة قدم من مدينة نوميا،كاليدونيا الجديدة يلعب حالياً في دوري كاليدونيا الجديدة.